# Korsykańska mafia
Korsykańska mafia – to ogólny termin używany do opisu różnych grup przestępczych pochodzących z Korsyki. Korsykańska mafia to jedna z najbardziej wpływowych struktur zorganizowanej przestępczości we Francji, działa także w wielu krajach Afryki i Ameryki Łacińskiej. Największą grupą w ramach korsykańskiej mafii jest Brise de Mer. Unione Corse była ogólną nazwą nadaną przez amerykańskie władze głównym gangom korsykańskim, które zorganizowały kanał przerzutowy, nazywany French Connection, służący do handlu heroiną między Francją i USA w latach 1950 do początku 1970 roku. Rozpracowanie „francuskiego łącznika” spowodowało zakończenie działalności wielu klanów korsykańskich zaangażowanych w handel heroiną. Ale mafia korsykańska jest nadal aktywna w wielu innych, nielegalnych dziedzinach (ściąganie haraczy, hazard, nielegalne automaty do gier, handel narkotykami we Francji i prostytucja). Siedziby gangów znajdują się na Korsyce i w Marsylii. Gang Brise de Mer mógł zorganizować napad stulecia na szwajcarski bank UBS w Genewie, podczas którego zrabowano równowartość 20 milionów euro; członkom gangu jednak nie udało się udowodnić winy. Od 2008 roku konflikt pomiędzy różnymi gangami korsykańskimi spowodował śmierć około 60 osób na Korsyce. O mafii korsykańskiej opowiada film Prorok oraz francuski serial Mafijny klan.